# Хакусан (национальный парк)
Хакусан — национальный парк и биосферный резерват в Японии. Национальный парк был образован в 1962 году, а в 1980 году он вошёл во всемирную сеть биосферных резерватов. На территории парка расположен вулкан Хакусан.

## Физико-географическая характеристика

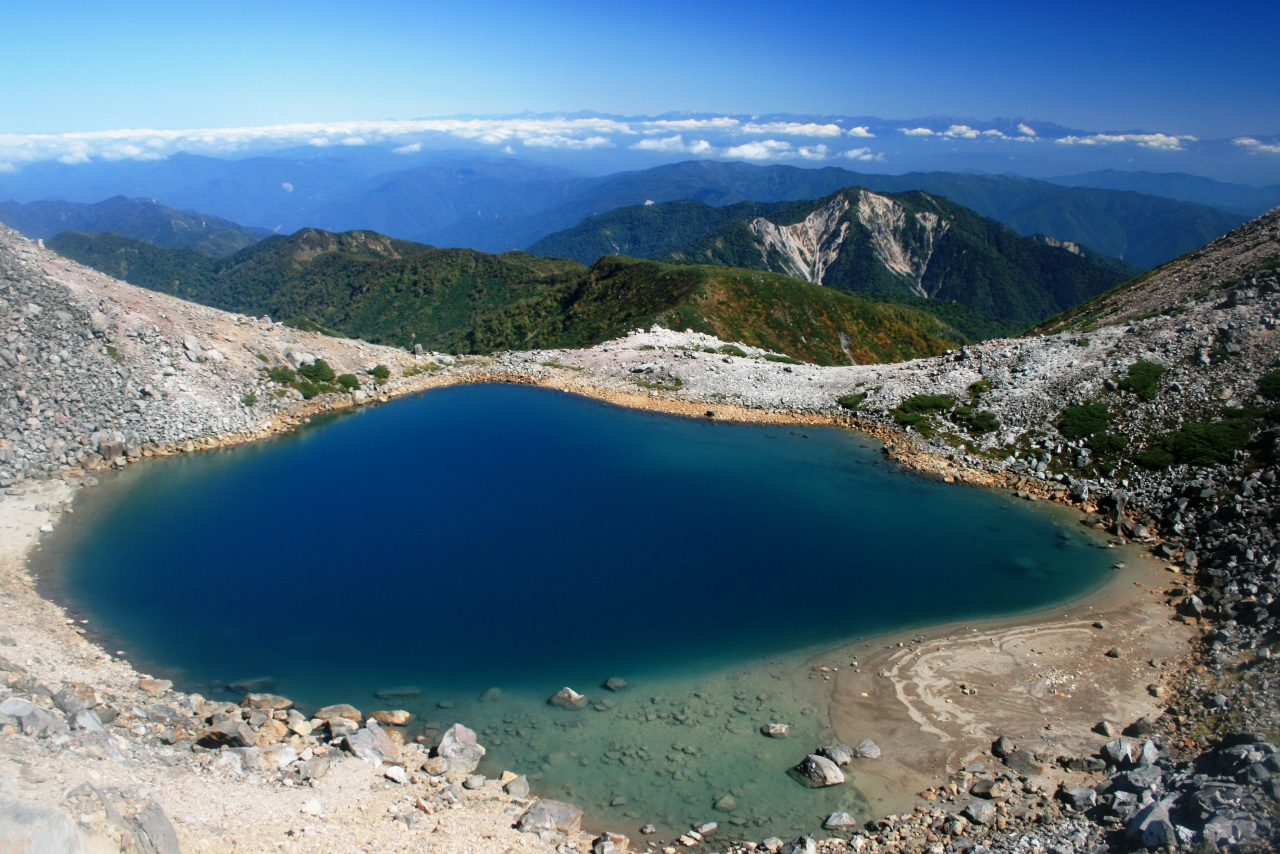
Один из прудов на территории парка

Парк расположен в префектурах Гифу, Исикава, Тояма и Фукуи в 30 км к юго-востоку от Канадзавы и в 100 км к северу от Киото. В базе данных всемирной сети биосферных резерватов указаны следующие координаты центра: 36°10′ с. ш. 136°50′ в. д.. Согласно концепции зонирования резерватов общая площадь территории, которая составляет 480 км², разделена на две основные зоны: ядро — 180 км² и буферная зона — 300 км², зона сотрудничества отсутствует. Вместе с тем, площадь территории парка составляет 477 км².
Парк расположен в гористой местности. Высота над уровнем моря колеблется от 170 до 2702 метров. Его основной вершиной является гора Хакусан. У подножия горы протекает река Тэдори. На территории парка много озёр и прудов. В частности озеро Сэндзягаикэ, расположенное в одном из кратеров вулкана, покрыто льдом круглый год.

## Флора и фауна

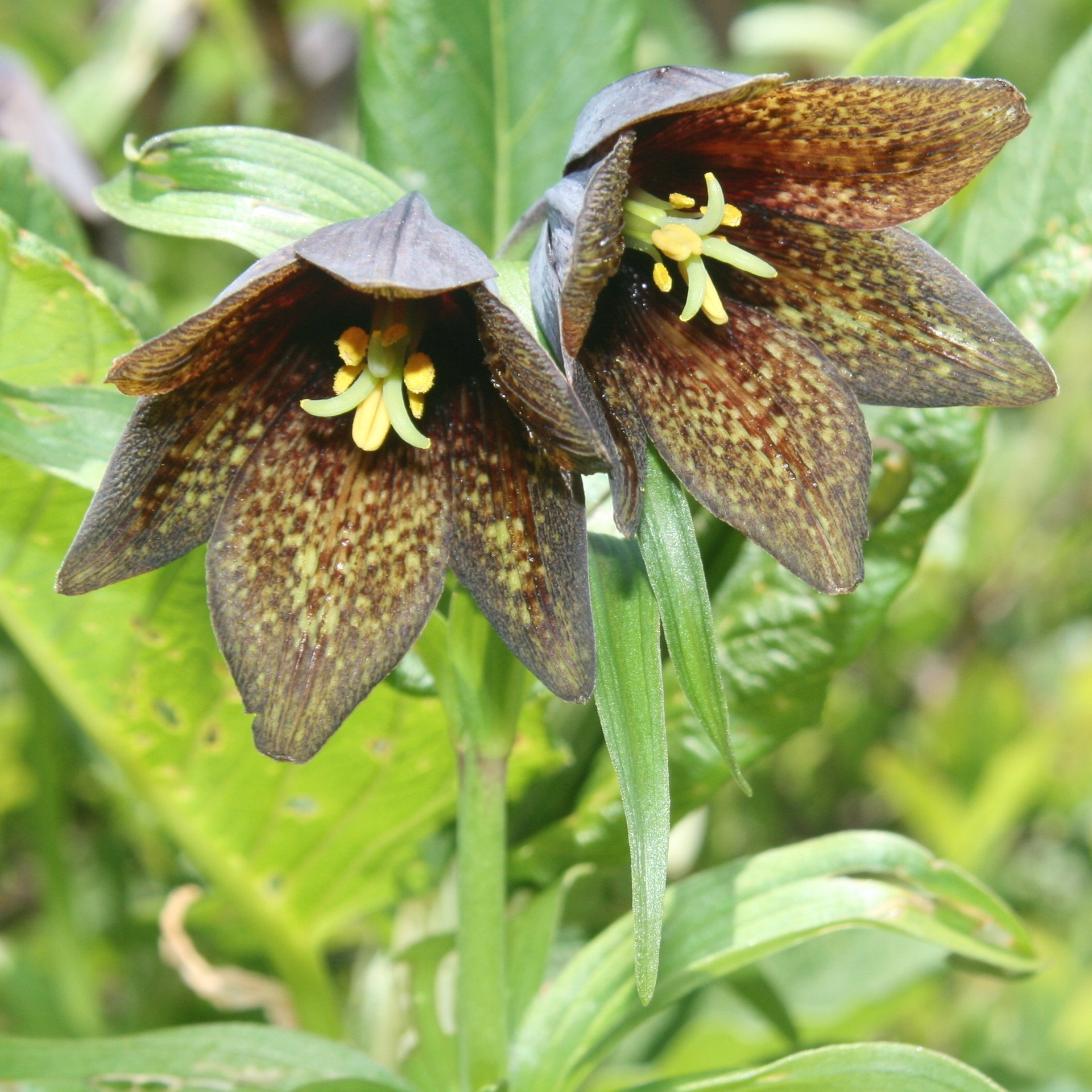
Рябчик камчатский

Растительный мир парка меняется в зависимости от высоты. Для малых высот характерны хвойные леса с преобладанием таких пород как пихта Мариса (Abies mariesii), сосна остистая (Pinus aristata) и криптомерия японская (Cryptomeria japonica). С увеличением высоты местность становится богата такими видами как ветреница нарциссоцветковая (Anemone narcissiflora) и пальчатокоренник остистый (Orchis aristata), временами можно встретить одинокие хвойные деревья. На альпийских лугах произрастает Altherbosa.
В парке водятся такие животные как японский макак (Macaca fuscata), белогрудый медведь (Ursus thibetanus), пятнистый олень и (Capricornis crispus), а также птицы беркут (Aquila chrysaetos) и горный хохлатый орёл (Nisaetus nipalensis).

## Взаимодействие с человеком
Гора Хакусан является одной из трёх священных гор Японии, на ней нет постоянных поселений. У подножия горы расположено несколько деревень, общая численность населения которых, по данным 1970-х годов, была около 30 тысяч человек.
В 1974 году был создан научный центр по изучению ботаники, климатологии, фольклора и экологии региона. Около 15 учёных работают в этом центре.